# Mbozi (meteoryt)
Mbozi (inne nazwy: Mbosi, M'Bozi, Tanganyika) – meteoryt żelazny znaleziony w 1930 roku w regionie Mbeya na wzgórzu Mbozi w Tanzanii. Jego masę ocenia się na 16 ton, co czyni go ósmym meteorytem, pod względem wagi, na świecie. W jego skład wchodzą następujące pierwiastki chemiczne: żelazo 90%, nikiel 6%, a pozostałe to kobalt, miedź, siarka, i fosfor. Raport o znalezieniu meteorytu Mbozi złożył w październiku 1930 roku geodeta z Johannesburga W.H. Nott. Dziesięciocentymetrowy fragment meteorytu, odpiłowany w grudniu 1930 roku przez D.R. Granthama, można oglądać na wystawie meteorytów w Muzeum Historii Naturalnej w Londynie.